# ボシュコ・シュタロ
ボシュコ・シュタロ（クロアチア語: Boško Šutalo、2000年1月1日 - ）は、クロアチア・メトコヴィチ出身のサッカー選手。NKディナモ・ザグレブ所属。ポジションはDF。

## クラブ経歴
2017年にNKオシエクの下部組織に加入し、2018年10月、NKルデシュとの試合でプロデビュー。
2020年1月30日、アタランタBCに移籍した。2021年8月25日、エラス・ヴェローナFCにレンタル移籍。
2022年6月21日、NKディナモ・ザグレブに5年契約で移籍した。